# Uefacupen 1980/1981
Uefacupen 1980/1981 vanns av Ipswich Town, England efter finalseger mot AZ '67, Nederländerna.

## Inledande omgångar

### Första omgången
| Lag 1               | Totalt       | Lag 2                   | Möte 1 | Möte 2     |
| Zbrojovka Brno      | 5–1          | Vöest Linz              | 3–1    | 2–0        |
| Kaiserslautern      | 00003–3 (BM) | Anderlecht              | 1–0    | 2–3        |
| Magdeburg           | 5–3          | Moss FK                 | 2–1    | 3–2        |
| AZ Alkmaar          | 10–00        | Red Boys Differdange    | 6–0    | 4–0        |
| Ballymena United    | 2–4          | Vorwärts Frankfurt      | 2–1    | 0–3        |
| Dynamo Dresden      | 2–0          | Napredak Kruševac       | 1–0    | 1–0        |
| Argeș Pitești       | 0–2          | Utrecht                 | 0–0    | 0–2        |
| Bohemians Prag      | 4–3          | Sporting Gijón          | 3–1    | 1–2        |
| Dynamo Kiev         | 00001–1 (BM) | Levski Sofia            | 1–1    | 0–0        |
| Sjachtar Donetsk    | 1–3          | Eintracht Frankfurt     | 2–0    | 1–2        |
| Sochaux-Montbéliard | 3–2          | Servette                | 5–1    | 0–2        |
| Twente              | 5–3          | IFK Göteborg            | 0–1    | 1–2        |
| Fenerbahçe          | 1–3          | Beroe Stara Zagora      | 1–0    | 0–0        |
| Porto               | 1–0          | Dundalk                 | 3–1    | 5–2        |
| Grasshopper         | 8–3          | Kjøbenhavns BK          | 3–1    | 5–2        |
| Hamburg             | 7–5          | Sarajevo                | 4–2    | 3–3        |
| IF Elfsborg         | 1–2          | St. Mirren              | 1–2    | 0–0        |
| Ipswich Town        | 6–4          | Aris                    | 5–1    | 1–3        |
| ÍA                  | 00–10        | Köln                    | 0–4    | 0–6        |
| Juventus            | 6–4          | Panathinaikos           | 4–0    | 2–4        |
| Lokeren             | 2–1          | Dynamo Moskva           | 1–1    | 1–0        |
| Kups                | 00–14        | Saint-Étienne           | 0–7    | 0–7        |
| Lask Linz           | 2–6          | Radnički Niš            | 1–2    | 1–4        |
| Manchester United   | 00001–1 (BM) | Widzew Łódź             | 1–1    | 0–0        |
| PSV Eindhoven       | 3–2          | Wolverhampton Wanderers | 3–1    | 0–1        |
| Molenbeek           | 3–4          | Torino                  | 1–2    | 2–2 (e.f.) |
| Śląsk Wrocław       | 2–7          | Dundee United           | 0–0    | 2–7        |
| Sliema Wanderers    | 0–3          | Barcelona               | 0–2    | 0–1        |
| Standard Liège      | 3–2          | Steaua București        | 1–1    | 2–1        |
| Újpest              | 1–2          | Real Sociedad           | 1–1    | 0–1        |
| Vasas               | 1–2          | Boavista                | 0–2    | 1–0        |
| Stuttgart           | 10–10        | Pezoporikos Larnaca     | 6–0    | 4–1        |

### Andra omgången
| Lag 1               | Totalt         | Lag 2               | Möte 1 | Möte 2     |
| Zbrojovska Brno     | 2–3            | Real Sociedad       | 1–1    | 1–2        |
| Kaiserslautern      | 2–4            | Standard Liège      | 1–2    | 1–2        |
| Köln                | 4–1            | Barcelona           | 0–1    | 4–1        |
| Dundee United       | 00001–1 (BM)   | Lokeren             | 1–1    | 0–0        |
| Utrecht             | 3–4            | Eintracht Frankfurt | 2–1    | 1–3        |
| Sochaux-Montbéliard | 3–2            | Boavista            | 2–2    | 1–0        |
| Twente              | 00001–1 (BM)   | Dynamo Dresden      | 1–1    | 0–0        |
| Porto               | 2–3            | Grasshopper         | 2–0    | 0–3 (e.f.) |
| Ipswich Town        | 3–2            | Bohemians Prag      | 3–0    | 0–2        |
| Beroe Stara Zagora  | 1–3            | Radnički Niš        | 0–1    | 1–2        |
| Levski Sofia        | 1–6            | AZ Alkmaar          | 1–1    | 0–5        |
| PSV Eindhoven       | 2–3            | Hamburg             | 1–1    | 1–2        |
| St. Mirren          | 0–2            | Saint-Étienne       | 0–0    | 0–2        |
| Torino              | 3–2            | Magdeburg           | 3–1    | 0–1        |
| Stuttgart           | 7–2            | Vorwärts Frankfurt  | 5–1    | 2–1        |
| Widzew Łódź         | 00004–4 (str.) | Juventus            | 3–1    | 1–3 (e.f.) |

### Tredje omgången
| Lag 1               | Totalt         | Lag 2               | Möte 1 | Möte 2     |
| Eintracht Frankfurt | 00004–4 (BM)   | Sochaux-Montbéliard | 4–2    | 0–2        |
| Grasshopper         | 00003–3 (str.) | Torino              | 2–1    | 1–2 (e.f.) |
| Hamburg             | 0–6            | Saint-Étienne       | 0–5    | 0–1        |
| Ipswich Town        | 5–1            | Widzew Łódź         | 5–0    | 0–1        |
| Lokeren             | 3–2            | Real Sociedad       | 1–0    | 2–2        |
| Radnički Niš        | 2–7            | AZ Alkmaar          | 2–2    | 0–5        |
| Standard Liège      | 5–2            | Dynamo Dresden      | 1–1    | 4–1        |
| Stuttgart           | 4–5            | Köln                | 3–1    | 1–4 (e.f.) |

## Slutspel

### Slutspelsträd
|  | Kvartsfinaler       | Kvartsfinaler | Kvartsfinaler | Kvartsfinaler |   |                     | Semifinaler | Semifinaler | Semifinaler | Semifinaler |  |              | Final | Final | Final | Final |
|  |                     |               |               |               |   |                     |             |             |             |             |  |              |       |       |       |       |
|  | Saint-Étienne       | 1             | 1             | 2             |   |                     |             |             |             |             |  |              |       |       |       |       |
|  | Ipswich Town        | 4             | 3             | 7             |   |                     |             |             |             |             |  |              |       |       |       |       |
|  | Ipswich Town        | 4             | 3             | 7             |   | Ipswich Town        | 1           | 1           | 2           |             |  |              |       |       |       |       |
|  |                     |               |               |               |   | Ipswich Town        | 1           | 1           | 2           |             |  |              |       |       |       |       |
|  |                     |               | Köln          | 0             | 0 | 0                   |             |             |             |             |  |              |       |       |       |       |
|  | Standard Liège      | 0             | Köln          | 0             | 0 | 0                   | 2           | 2           |             |             |  |              |       |       |       |       |
|  | Standard Liège      | 0             |               |               |   |                     | 2           | 2           |             |             |  |              |       |       |       |       |
|  | Köln                | 0             | 3             | 3             |   |                     |             |             |             |             |  |              |       |       |       |       |
|  | Köln                | 0             | 3             | 3             |   |                     |             |             |             |             |  | Ipswich Town | 3     | 2     | 5     |       |
|  |                     |               |               |               |   |                     |             |             |             |             |  | Ipswich Town | 3     | 2     | 5     |       |
|  |                     | AZ Alkmaar    | 0             | 4             | 4 |                     |             |             |             |             |  |              |       |       |       |       |
|  | Grasshopper         | AZ Alkmaar    | 0             | 4             | 4 | 0                   | 1           | 1           |             |             |  |              |       |       |       |       |
|  | Grasshopper         |               |               |               |   | 0                   | 1           | 1           |             |             |  |              |       |       |       |       |
|  | Sochaux-Montbéliard | 0             | 2             | 2             |   |                     |             |             |             |             |  |              |       |       |       |       |
|  | Sochaux-Montbéliard | 0             | 2             | 2             |   | Sochaux-Montbéliard | 1           | 2           | 3           |             |  |              |       |       |       |       |
|  |                     |               |               |               |   | Sochaux-Montbéliard | 1           | 2           | 3           |             |  |              |       |       |       |       |
|  |                     |               | AZ Alkmaar    | 1             | 3 | 4                   |             |             |             |             |  |              |       |       |       |       |
|  | AZ Alkmaar          | 2             | AZ Alkmaar    | 1             | 3 | 4                   | 0           | 2           |             |             |  |              |       |       |       |       |
|  | AZ Alkmaar          | 2             |               |               |   |                     | 0           | 2           |             |             |  |              |       |       |       |       |
|  | Lokeren             | 0             | 1             | 1             |   |                     |             |             |             |             |  |              |       |       |       |       |

### Kvartsfinaler
| Lag 1          | Totalt | Lag 2               | Möte 1 | Möte 2 |
| Saint-Étienne  | 2–7    | Ipswich Town        | 1–4    | 1–3    |
| AZ Alkmaar     | 2–1    | Lokeren             | 2–0    | 0–1    |
| Grasshopper    | 1–2    | Sochaux-Montbéliard | 0–0    | 1–2    |
| Standard Liège | 2–3    | Köln                | 0–0    | 2–3    |

### Semifinaler
| Lag 1               | Totalt | Lag 2      | Möte 1 | Möte 2 |
| Sochaux-Montbéliard | 3–4    | AZ Alkmaar | 1–1    | 2–3    |
| Ipswich Town        | 2–0    | Köln       | 1–0    | 1–0    |

### Final
|  | 6 maj 1981 19:30 Första mötet | Ipswich Town                               | 3–0 | AZ Alkmaar | Portman Road, Ipswich Publik: 27.531 Domare: Prokop (Östtyskland) |  |
|  |                               | Wark 30' (straff) Thijssen 47' Mariner 55' |     |            |                                                                   |  |
|  |                               |                                            |     |            |                                                                   |  |
|  |                               |                                            |     |            |                                                                   |  |

| Ipswich Town | AZ Alkmaar |
| --- | --- |
| - Paul Cooper (MV) - Mick Mills (målvakt) - Russell Osman - Terry Butcher - Steve McCall - John Wark - Frans Thijssen - Arnold Mühren - Eric Gates - Paul Mariner - Alan Brazil | - Eddy Treijtel (MV) - Richard van der Meer - John Metgod - Ronald Spelbos - Hugo Hovenkamp (målvakt) - Peter Arntz - Jan Peters - Kristen Nygaard (← 57") - Jos Jonker - Kees Kist - Pier Tol |
| Byten: | Byten: |
| - None | - Kurt Welzl (→ 57") |
| Tränare: | Tränare: |
| Bobby Robson | George Kessler |

|  | 20 maj 1981 19:30 Andra mötet | AZ Alkmaar                             | 4–2 | Ipswich Town         | Olympisch Stadion, Amsterdam Publik: 28.500 Domare: Eschweiler (Västtyskland) |  |
|  |                               | Welzl 7' Metgod 25' Tol 40' Jonker 73' |     | Thijssen 4' Wark 32' |                                                                               |  |
|  |                               |                                        |     |                      |                                                                               |  |
|  |                               |                                        |     |                      |                                                                               |  |

| AZ'67 | Ipswich Town |
| --- | --- |
| - Eddy Treijtel (MV) - Hans Reijnders - John Metgod - Ronald Spelbos - Hugo Hovenkamp (målvakt) - Peter Arntz - Jan Peters - Kristen Nygaard - Jos Jonker - Kurt Welzl (← 80") - Pier Tol (← 46") | - Paul Cooper (MV) - Mick Mills (målvakt) - Russell Osman - Terry Butcher - Steve McCall - John Wark - Frans Thijssen - Arnold Mühren - Eric Gates - Paul Mariner - Alan Brazil |
| Byten: | Byten: |
| - Kees Kist (→ 46") - Chris van den Dungen (→ 80") | - None |
| Tränare: | Tränare: |
| George Kessler | Bobby Robson |

Ipswich Town vinnare med sammanlagt 5-4